# Bosquerola pissarrosa
La bosquerola pissarrosa (Myioborus miniatus) és un ocell de la família dels parúlids (Parulidae).

## Hàbitat i distribució
Habita la selva pluvial, clars, bosc mixte i vegetació secundària, a les muntanyes de Mèxic des del sud de Sonora i sud de Chihuahua, Durango, Zacatecas i San Luis Potosí cap al sud fins Hondures i les muntanyes de Costa Rica, Panamà, Colòmbia, Veneçuela, oest de Guyana i l'extrem nord-oest del Brasil, cap al sud als Andes de l'Equador i nord-oest i est del Perú i est i sud-est de Bolívia.